# لشگرکوه
لشگرکوه، روستایی از توابع بخش مهاباد شهرستان اردستان در استان اصفهان ایران است.

## جمعیت
این روستا در دهستان همبرات قرار دارد و براساس سرشماری مرکز آمار ایران در سال ۱۳۸۵، جمعیت آن ۸ نفر (۵خانوار) بوده‌است.